# Ningbo Open 2023
Ningbo Open 2023 a fost un turneu profesionist de tenis feminin care s-a jucat pe terenuri cu suprafață dură, în aer liber. A fost cea de-a 6-a ediție feminină a Ningbo International Tennis Open, dar prima din 2014 și prima ca turneu WTA 250 din circuitul WTA 2023. A avut loc la Yinzhou Tennis Center din Ningbo, China, în perioada 25–30 septembrie 2023.

## Campioni

### Simplu
Pentru mai multe informații consultați Ningbo Open 2023 – Simplu

### Dublu
Pentru mai multe informații consultați Ningbo Open 2023 – Dublu

## Distribuția punctelor
| Probă  | C   | F   | SF  | QF | R16 | R32 | Q   | Q2  | Q1  |
| Simplu | 280 | 180 | 110 | 60 | 30  | 1   | 18  | 12  | 1   |
| Dublu  | 280 | 180 | 110 | 60 | 1   | N/A | N/A | N/A | N/A |